# Прескотт (острів)
Прескотт (англ. Prescott Island) — острів Канадського Арктичного архіпелагу.

## Географія

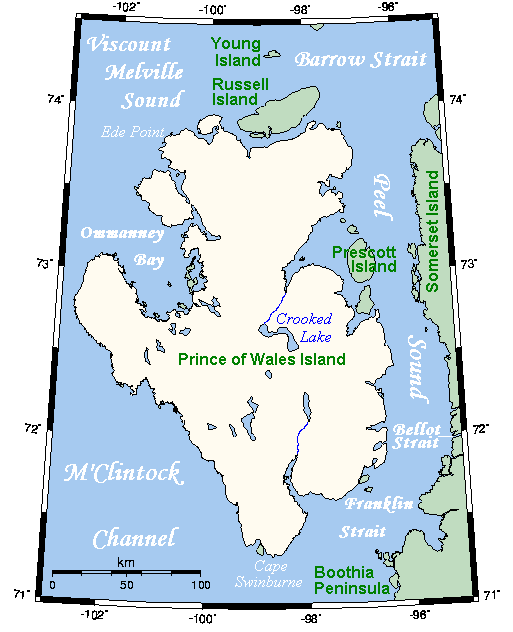
Острів Принца Уелького та острів Прескотт (біля східного узбережжя)

Найбільший із п'яти островів, розташованих біля східного берега острова Принца Уельського. Лежить у протоці Піл, що відокремлює острів Принца Уельського від острова Сомерсет. Зовнішні острівці західного узбережжя острова Сомерсет розташовані за 23 км на схід. П'ять островів — Пандора (3,7 км на південь), Прескотт, Вівіан (3,7 км на північ), Лок і Бінстед (Binstead Island) — формують бар'єр на вході в затоку Браун, що вганяється в східне узбережжя острова Принца Уельського.
Острів Прескотт має майже правильну овальну форму. Найбільша довжина становить 30 км, найбільша ширина — 18 км. Площа острова — 412 км². Довжина берегової лінії — 87 км.